# Daewoo Motor Polska

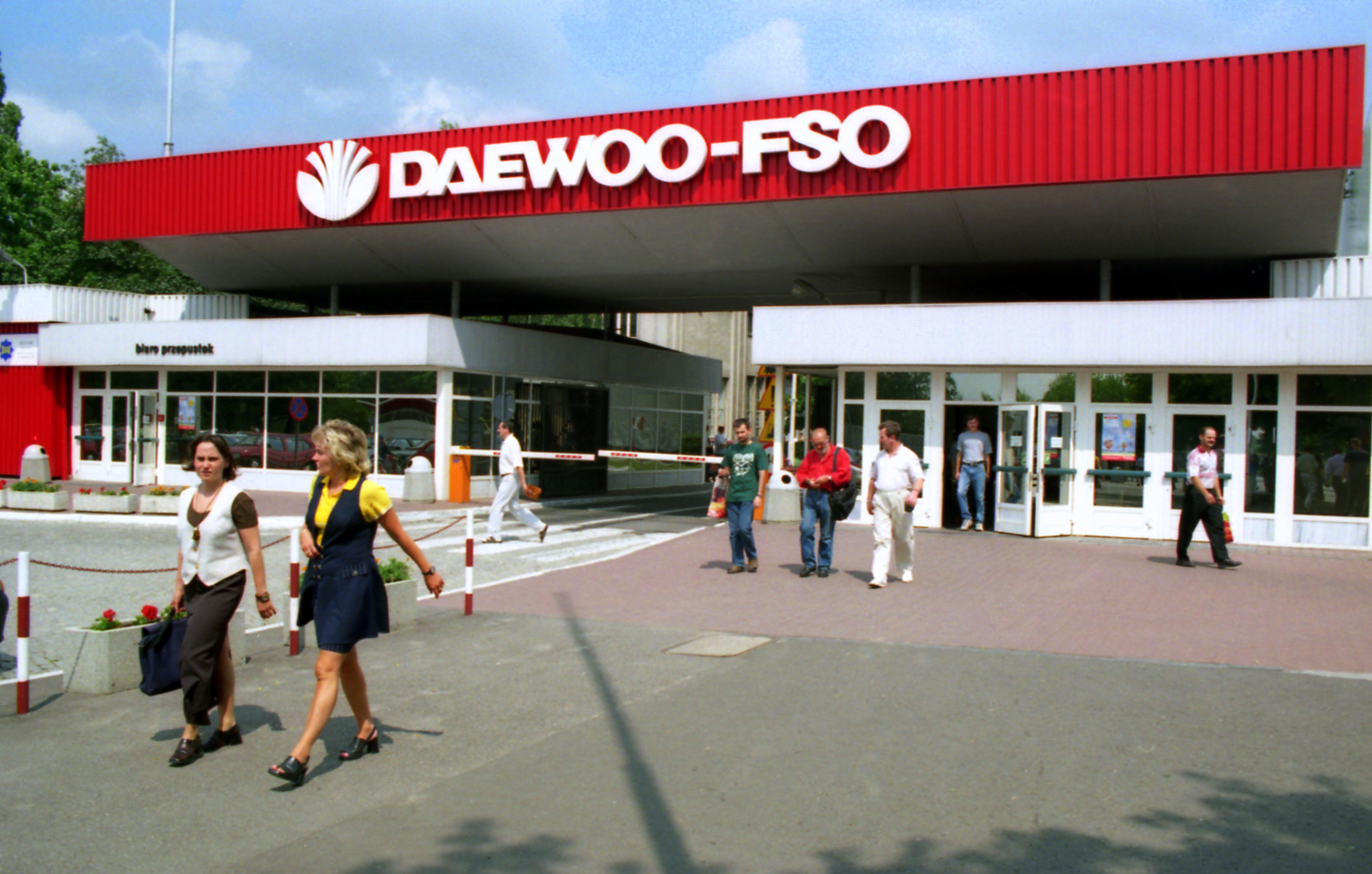
Eingang zum Werk in Warschau

Daewoo Motor Polska war ein polnischer Hersteller von Automobilen.

## Unternehmensgeschichte
Das südkoreanische Unternehmen Daewoo Motors beteiligte sich im März 1996 an den polnischen Unternehmen Fabryka Samochodów Osobowych (FSO) aus Warschau und Fabryka Samochodów Ciężarowych (FSC) aus Lublin. Ziel war die Produktion von Daewoo-Modellen für den europäischen Markt. Der Firmensitz befand sich an ul. Jagiellońska 83 in Warschau. Der Absatz in Polen war zunächst gut. Der Marktanteil in Polen betrug im besten Jahr 28 %. 2001 sank die Verkaufszahl aufgrund veralteter Modelle um über 60 %. Eine Quelle gibt an, dass es bereits im Oktober 2001 zum Bankrott kam. Mitte 2002 zeigte Rover Interesse an der Fabrik, es kam jedoch zu keinem Abschluss. 2004 endete die Produktion.

## Fahrzeuge

### Pkw
Der Markenname lautete Daewoo. Im August 1997 bestand das Sortiment aus den Modellen Tico und Espero. Weitere Modelle folgten. Eine andere Quelle bestätigt Nexia von 1995 bis 1998, Musso von 1998 bis 2000 und Korando von 1998 bis 2000.
| Modell  | 1997 | 1998 | 1999 | 2000 | 2001 | 2002 | 2003 | Text                             | Foto |
| ------- | ---- | ---- | ---- | ---- | ---- | ---- | ---- | -------------------------------- | ---- |
| Espero  | ja   | ja   | ja   |      |      |      |      |                                  |      |
| Lanos   | ja   | ja   | ja   | ja   | ja   | ja   | ja   |                                  |      |
| Leganza |      |      |      |      |      |      |      | Produktion nur laut einer Quelle |      |
| Matiz   |      |      | ja   | ja   | ja   | ja   | ja   |                                  |      |
| Nexia   |      | ja   | ja   |      |      |      |      |                                  |      |
| Nubira  |      | ja   | ?    | ?    | ja   |      |      |                                  |      |
| Tico    | ja   | ja   | ja   | ja   | ja   |      |      |                                  |      |

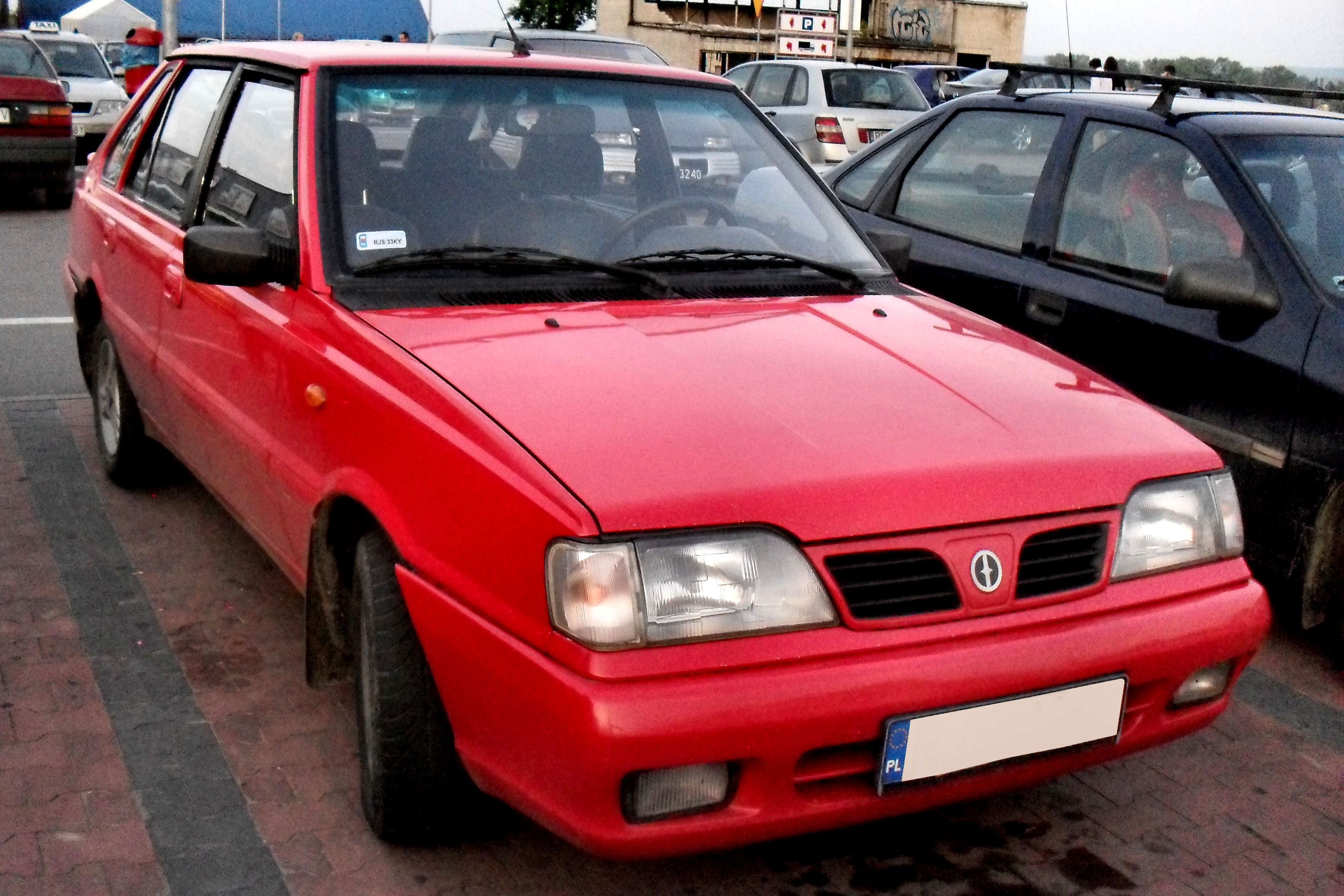
Daewoo-FSO

Außerdem wurde die Fertigung des FSO Polonez bis 2002 fortgeführt und unter dem Markennamen Daewoo-FSO vermarktet.

### Transporter
Im ehemaligen FSC-Werk in Lublin entstanden Transporter vom Typ Daewoo Lublin. Eine andere Quelle gibt an, dass sowohl der Lublin als auch der FSC Żuk bis 1998 gefertigt wurden.

### Geländewagen
Das Unternehmen stellte auch den Geländewagen Honker her. Eine Quelle gibt an, dass ab 1999 der Markenname Daewoo verwendet wurde. Allerdings erwähnen drei anderen Quellen das nicht.